# Георг Нагель
Георг Нагель (нім. Georg Nagel; нар. 24 серпня 1953) — біофізик, професор кафедри нейрофізіології університету Вюрцбурга, Німеччина. Його дослідження зосереджені на мікробних фоторецепторах та розробці оптогенетичних інструментів.

## Кар'єра
Георг Нагель вивчав біологію та біофізику в університеті Констанца, Німеччина. Здобув докторську ступінь (PhD) у Франкфуртському університеті у 1988 році, працюючи в Інституті біофізики Макса Планка у Франкфурті. Постдок, він працював в Єльському університеті та Університеті Рокфеллера, США. В 1992—2004 очолював незалежну дослідницьку групу на кафедрі біофізичної хімії Інституту біофізики Макса Планка у Франкфурті. З 2004 року — професор університету Вюрцбурга, Німеччина, спочатку на кафедрі фізіології та біофізики молекулярних рослин, з 2019 року на кафедрі нейрофізіології.

## Нагороди та визнання
- 2010: Премія Вайлі[en], спільно з Петером Геґеманном та Ернстом Бамбергом[3]
- 2010: Премія Карла Гайнца Бекюртса[de], спільно з Петером Геґеманном та Ернстом Бамбергом[4]
- 2012: Премія Цюльха[de]
- 2013: Луїс-Жаннет з медицини[en], спільно з Петером Геґеманном[5]
- 2013: The Brain Prize[en][6]
- 2015: Член Європейської організації молекулярної біології (EMBO)
- 2019: Премія Румфорда Американської академії мистецтв і наук спільно з Ернстом Бамбергом, Едвардом Бойденом, Карлом Дейссеротом, Петером Геґеманном, Геро Мізенбеком[7]
- 2020: Премія Шао[8] спільно з Геро Мізенбек/Петер Геґеманн